# Allophyes asiatica
Allophyes asiatica är en fjärilsart som beskrevs av Otto Staudinger 1891. Allophyes asiatica ingår i släktet Allophyes och familjen nattflyn. Inga underarter finns listade i Catalogue of Life.